# Eric Staller

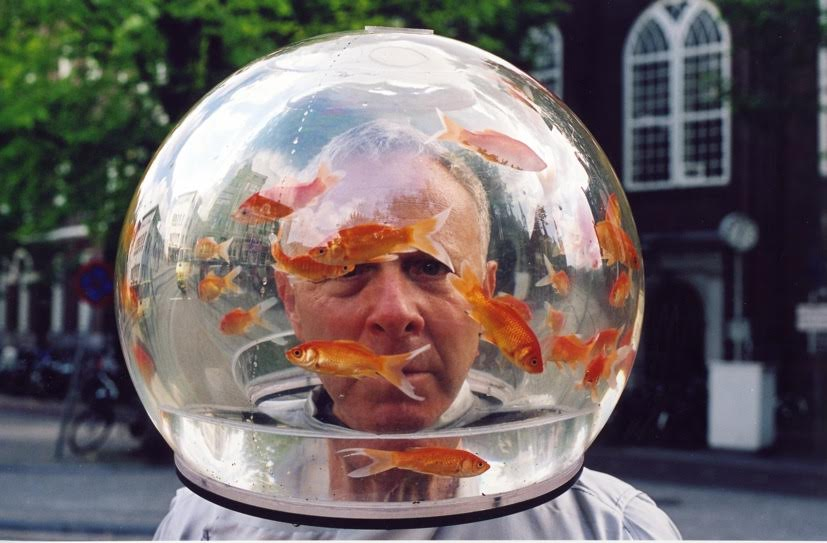
Eric Staller

Eric Staller (* 1947) ist ein US-amerikanischer Künstler und Erfinder.

## Biografie
Staller wuchs in New York auf und studierte Architektur an der University of Michigan. 1971 ließ er sich in New York City nieder und stellte dort seine Kunstwerke zunächst in Galerien und Museen aus, wodurch er Aufträge für größere Kunstprojekte im öffentlichen Raum in den Vereinigten Staaten und in Japan bekam. Zu seinen bekanntesten Arbeiten zählen seine Lichtskulpturen und -installationen, darunter auch das Lightmobil (1980), ein mit 1.659 computergesteuerten Glühbirnen verzierter VW Käfer, und urban UFOs von 1985. 1994 zog er nach Amsterdam, wo er unter anderem das „ConferenceBike“ erfand. 2010 zog er nach San Francisco.